# Yungaisi (köpinghuvudort i Kina, Shaanxi, lat 33,49, long 109,11)
Yungaisi (kinesiska: 云盖寺, 云盖寺镇) är en köpinghuvudort i Kina. Den ligger i provinsen Shaanxi, i den nordvästra delen av landet, omkring 88 kilometer söder om provinshuvudstaden Xi'an. Antalet invånare är 13 079. Befolkningen består av 6 160 kvinnor och 6 919 män. Barn under 15 år utgör 14,0 %, vuxna 15-64 år 75 %, och äldre över 65 år 10,0 %.
Runt Yungaisi är det ganska tätbefolkat, med 75 invånare per kvadratkilometer. Det finns inga andra samhällen i närheten. I omgivningarna runt Yungaisi växer i huvudsak blandskog.
Genomsnittlig årsnederbörd är 953 millimeter. Den regnigaste månaden är juli, med i genomsnitt 177 mm nederbörd, och den torraste är december, med 4 mm nederbörd.